# 504
504 (DIV) var ett skottår som började en torsdag i den julianska kalendern.

## Händelser

### Okänt datum
- Theoderik den store besegrar gepiderna då ostrogoterna plundrar Belgrad.

## Födda
- Theodebert I, frankisk kung av Reims 534–548 (född omkring detta år eller 500).
- Härskarinnan i Tikal, regerande drottning av Mayariket Tikal.

## Avlidna
- Muyal Jol, Copáns härskare.